# Push (Matchbox Twenty)
Push is een nummer van de Amerikaanse rockband Matchbox Twenty uit 1998. Het is de tweede single van hun debuutalbum Yourself or Someone Like You.
Toen "Push" werd uitgebracht, ontstond er ophef omdat enkele groepen feministen beweerden dat het nummer over het misbruiken van vrouwen zou gaan. Volgens zanger Rob Thomas wordt het nummer verkeerd geïnterpreteerd en wordt juist de man in het nummer misbruikt. Het nummer haalde de Amerikaanse Billboard Hot 100 niet, maar het haalde wel de 5e positie in de airplaylijst van Billboard. In Nederland haalde het de 14e positie in de Tipparade.